# Friedrich Nickolay
Friedrich Nickolay (auch Fritz oder Jacques; * 28. Oktober 1909 in Dudweiler/Saar; † 15. Oktober 1953 in Ost-Berlin) war ein deutscher KPD-Funktionär, Résistancekämpfer und SED-Funktionär.

## Leben
Der Sohn eines Bergmanns besuchte die Volksschule in Dudweiler und arbeitete danach als Bergmann und Bauarbeiter. 1924 wurde
Nickolay Mitglied des KJVD Saar und übernahm dort auch Leitungsfunktionen, 1928 trat er in die Kommunistische Partei Deutschlands ein. Zu dieser Zeit lernte er seine künftige Ehefrau Dora Zeitz kennen, von der er sich erst 1949 scheiden ließ. Im Juni 1933 wurde er in Speyer verhaftet und blieb bis 1934 im Gefängnis und im KZ Dachau inhaftiert. Danach betätigte er sich zunächst als Funktionär der illegalen KPD im Saargebiet und emigrierte später nach Frankreich. Er war Gründungsmitglied und Leiter der FDJ in Paris. Im September 1939 wurde er verhaftet und unter anderem in Colombes interniert. Wegen Krankheit entlassen, floh er nach erneuter Verhaftung aus dem Lager Bassens bei Bordeaux und arbeitete ab 1943 als Mitglied der Travail allemand in der Résistance mit. Von 1943 bis 1945 übernahm er die KPD-Leitung in Lyon und war Verbindungsmann zu den deutschen Kämpfern der Bewegung Freies Deutschland für den Westen (CALPO). Im Juni 1945 kehrte er illegal ins Saargebiet zurück. Von 1946 bis 1951 war er Vorsitzender bzw. 1. Sekretär der Kommunistischen Partei Saar, von 1948 bis 1951 Mitglied des Parteivorstandes der KPD und von 1946 bis 1949 Mitglied des Parteivorstandes der SED. Er war im Jahr 1947 Mitglied der Verfassungskommission des Saarlandes, welche die Verfassung des Saarlandes ausarbeitete. Im April 1951 übersiedelte er im Zusammenhang mit Überprüfungen der Westemigranten in die DDR, wo er als Hauptdirektor eines Kohlebetriebs bzw. Mitarbeiter im Staatssekretariat Kohle wirkte.

## Ehrungen
Bis zur Stilllegung des Zwickauer Steinkohlenbergbaus gegen Ende der 70er Jahre wurde der 1953 wieder aufgewältigte Tiefbauschacht I unter dem Namen „Friedrich-Nickolay-Schacht“ als zentraler Wasserhaltungsschacht genutzt.